# ヤーセル・アラファト国際空港
ヤーセル・アラファト国際空港（ヤーセル・アラファトこくさいくうこう、アラビア語: مطار ياسر عرفات الدولي、Yasser Arafat International Airport）は、パレスチナ自治区ガザ地区にある国際空港。

## 概要
パレスチナ自治政府初代大統領のヤーセル・アラファートにちなんで名付けられた。ガザ国際空港（ガザこくさいくうこう）またはダハニーヤ国際空港（ダハニーヤこくさいくうこう）とも呼ばれた。

## 沿革
パレスチナ公団によって所有・運営され、パレスチナ航空のハブ空港として使われていた。現パレスチナ領では唯一の空港であった。1998年に開港したが、2001年にイスラエル軍の空爆によりレーダー施設や空港ビルが破壊され閉鎖されている。
この空港は日本、エジプト、サウジアラビア、スペイン、ドイツの資金援助によって建設、モロッコの国王ハサン2世の資金援助の元、カサブランカ国際空港をモデルにしモロッコの建築家によって設計された。1998年の開港式には、アラファートとアメリカ大統領（当時）のビル・クリントンが出席し、パレスチナ和平プロセスの進展を印象づけたはずであった。

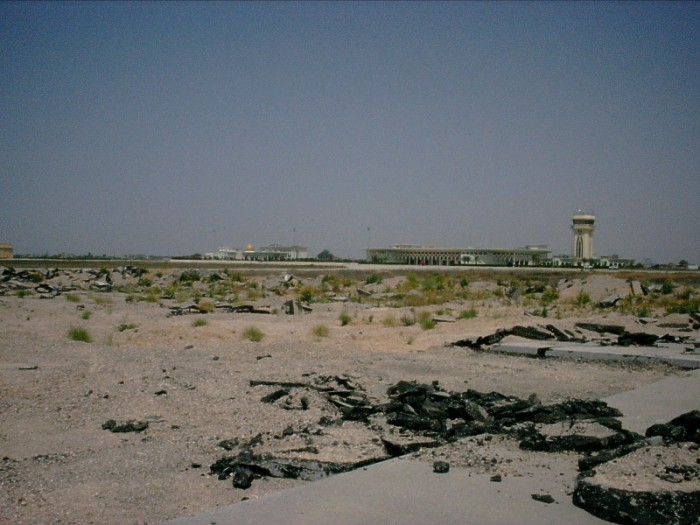
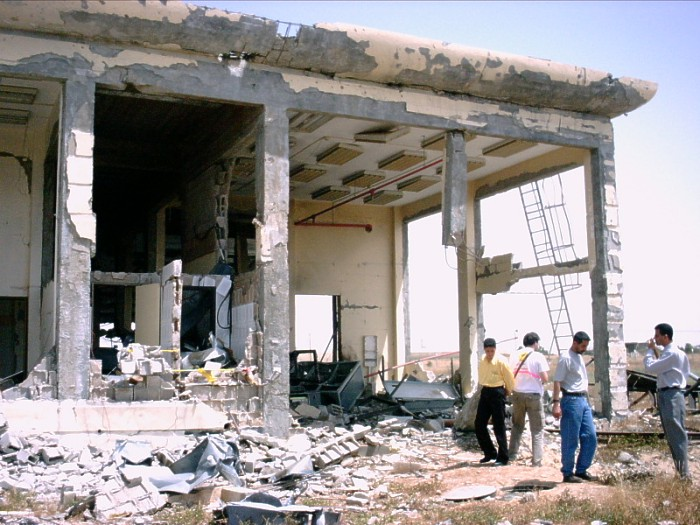
破壊された空港ターミナル

## 定期便航空会社
なし